# LUV (음악 그룹)
LUV(러브)는 은별, 빈, 햇님으로 구성되었던 대한민국의 여성 3인조 음악그룹이며, 멤버 중의 한 명인 빈과 동국대학교 동기 동창(연극영화과 2002학번)이기도 했던 탤런트 황보라가 멤버로 발탁됐지만, 개인 사정 때문에 자진 사퇴했고, 당시 황보라 자리에는 햇님이 대타로 들어갔다.

## 이전 구성원
| 이름 | 소개 |
| ---- | --- |
| 은별 | - 본명 : 조은별 - 생년월일 : 1982년 6월 23일(42세) - 포지션 : 리더, 메인보컬 - 학력 : 한성대학교 의류패션산업학 - 활동기간 : 2002년                             |
| 빈   | - 본명 : 전혜빈 - 출생지 : 대한민국 경기도 남양주시 - 생년월일 : 1983년 9월 27일(41세) - 포지션 : 서브보컬 - 학력 : 동국대학교 연극영상학부 - 활동기간 : 2002년 |
| 햇님 | - 본명 : 오햇님 - 출생지: 대한민국 경상남도 진주시 - 생년월일 : 1987년 6월 22일(37세) - 포지션 : 서브보컬 - 학력 : 동국대학교 연극학부 - 활동기간 : 2002년      |

## 약력
LUV는 은별, 빈, 햇님으로 구성된 여성 3인조 댄스 그룹이다. 멤버 중 은별은 JTL의 히트곡 "A Better Day"의 여성 보컬을 맡았다. 2002년 5월 10일에 발매된 정규 1집의 타이틀곡 "Orange Girl"은 상큼 발랄한 댄스곡으로 기타 리브가 인상적이다. 인기는 그리 대단하지 않았지만 어느 정도의 히트를 기록하였으며, 멤버 중 빈이 크게 인기를 얻으면서 대중들에게 알려지게 된다. 1집 활동 후 빈의 개인활동이 더 활발해지고 솔로가수 및 쇼 프로에 자주 출연하게 되었다. 결국 그룹은 1집을 마지막으로 이듬해 해체되었고 멤버들은 모두 연기자로 전업하게 되는데, 전혜빈만이 가수를 겸업 중이고 햇님은 오연서로 본명을 개명한 후 연기자로 전업했다. 은별은 이비로 예명을 바꾸고 2009년에 뮤지컬 배우로 전향했다.

## 음반
- 1집 《Story - Orange Girl》 (2002년)